# 20th Century Masters: The Millennium Collection: The Best of Scorpions
20th Masters:The Millennium Collection:The Best of Scorpions o simplemente 20th Century Masters es un álbum recopilatorio de la banda alemana de hard rock y heavy metal Scorpions, publicado en 2001 por Mercury Records. Contiene los principales éxitos de los álbumes de estudio editados entre 1979 y 1990. En 2011, luego de ser remasterizado, ingresó en algunas listas de los Estados Unidos.

## Lista de canciones
| N.º | Título                             | Escritor(es)                                  | Duración |  |
| 1.  | «Rock You Like a Hurricane»        | Rudolf Schenker, Klaus Meine, Herman Rarebell | 4:15     |  |
| 2.  | «No One Like You»                  | Schenker, Meine                               | 4:00     |  |
| 3.  | «The Zoo»                          | Schenker, Meine                               | 5:32     |  |
| 4.  | «Loving You Sunday Morning»        | Schenker, Meine, Rarebell                     | 5:39     |  |
| 5.  | «Still Loving You»                 | Schenker, Meine                               | 6:30     |  |
| 6.  | «Big City Nights»                  | Schenker, Meine                               | 4:11     |  |
| 7.  | «Believe In Love»                  | Schenker, Meine                               | 5:25     |  |
| 8.  | «Rhythm of Love»                   | Schenker, Meine                               | 3:51     |  |
| 9.  | «Can't Explain» (cover de The Who) | Peter Townsend                                | 3:25     |  |
| 10. | «Tease Me Please Me»               | Meine, Rarebell, Matthias Jabs, Jim Vallance  | 4:43     |  |
| 11. | «Wind of Change»                   | Meine                                         | 5:15     |  |
| 12. | «Send Me an Angel»                 | Schenker, Meine                               | 4:32     |  |

## Posicionamiento en listas musicales
| País           | Lista (2011)    | Posición |
| -------------- | --------------- | -------- |
| Estados Unidos | Billboard 200   | 198      |
| Estados Unidos | Top Pop Catalog | 38       |